# Lilienbecken
Das Lilienbecken (auch: Albin-Müller-Becken) ist ein Brunnen auf der Mathildenhöhe in Darmstadt.

## Geschichte und Beschreibung
Das Lilienbecken wurde im Jahre 1914 nach Plänen des Architekten Albin Müller angelegt.
Müller war Sieger eines internen Wettbewerbs der Künstlerkolonie für die Gestaltung des leicht ansteigenden Rasenplatzes vor dem Eingang der Russischen Kapelle.
Für die Ausstellung im Jahre 1914 entwarf er die auf einer Achse mit dem Hauptportal der Kapelle liegende Brunnenanlage mit rechteckigem Bassin (mit ursprünglich runder Einfassung). Das Wasserbecken wurde aus Muschelkalk erbaut und mit farbigen keramischen Fliesen der „Gailschen Dampfziegelei“ in Gießen aufwändig gekachelt.
Am Ostrand des Bassins befindet sich eine auf gedrungenen Säulen ruhende Kolonnade mit reliefartig behandelter, gekachelter Brunnenwand. Die Brüstungsmauern zieren reich ausgearbeitete Reliefs. Den Abschluss bilden die von Bernhard Hoetger geschaffenen Plastiken „Maria und Joseph – Ruhe auf der Flucht“. Die Plastiken bilden einen thematischen Verweis auf die im Hintergrund aufragende Kapelle.
In den Jahren 1961 und 1962 wurden bei einer umfassenden Sanierung die Bodenfliesen ausgewechselt. Die runde Einfassung wurde demontiert. Um das Jahr 2000 wurde der ursprüngliche Zustand wieder hergestellt.

## Denkmalschutz
Aus architektonischen, baukünstlerischen und stadtgeschichtlichen Gründen steht das Lilienbecken unter Denkmalschutz.

## Bildergalerie

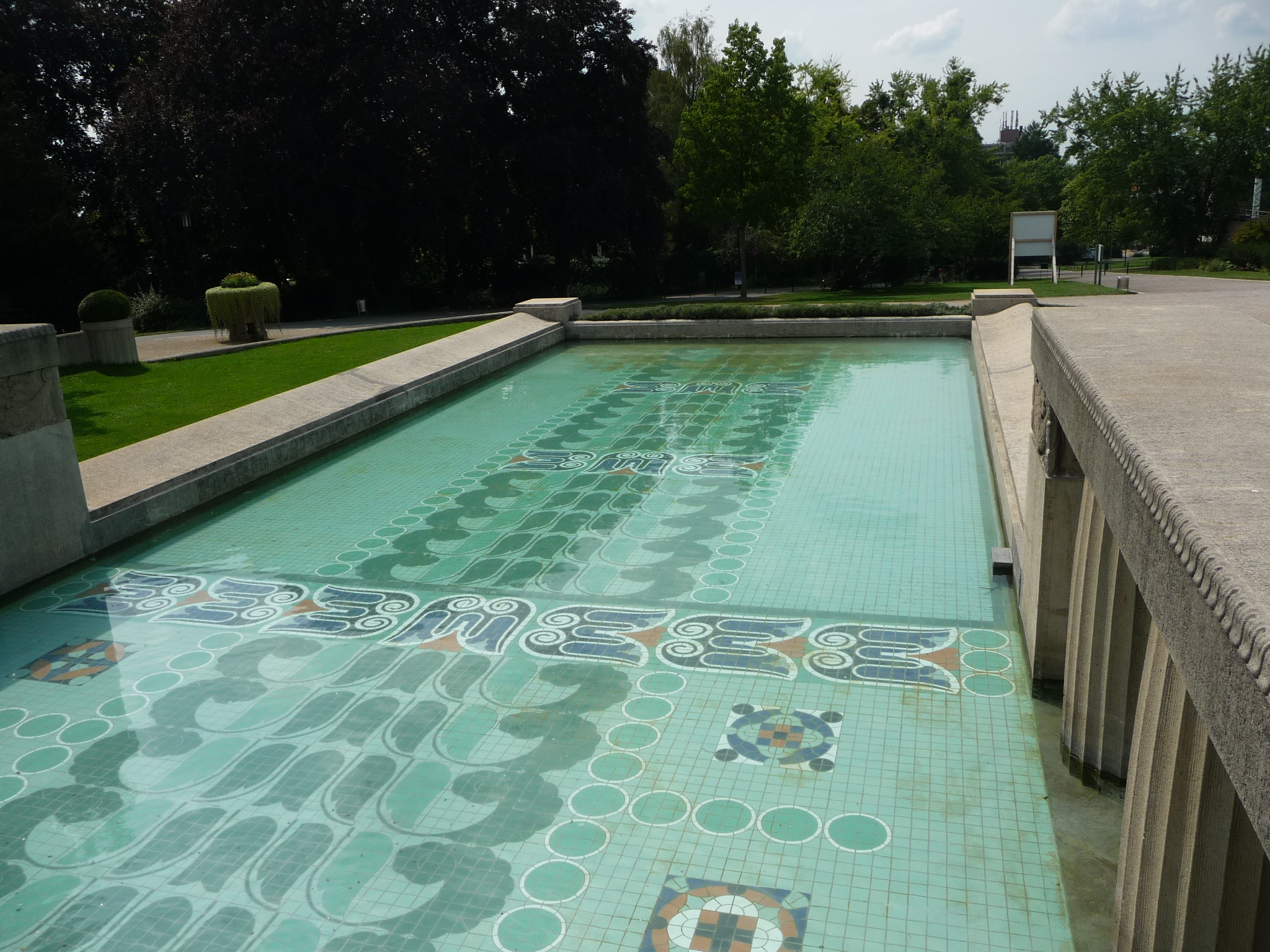
Lilienbecken (2014)
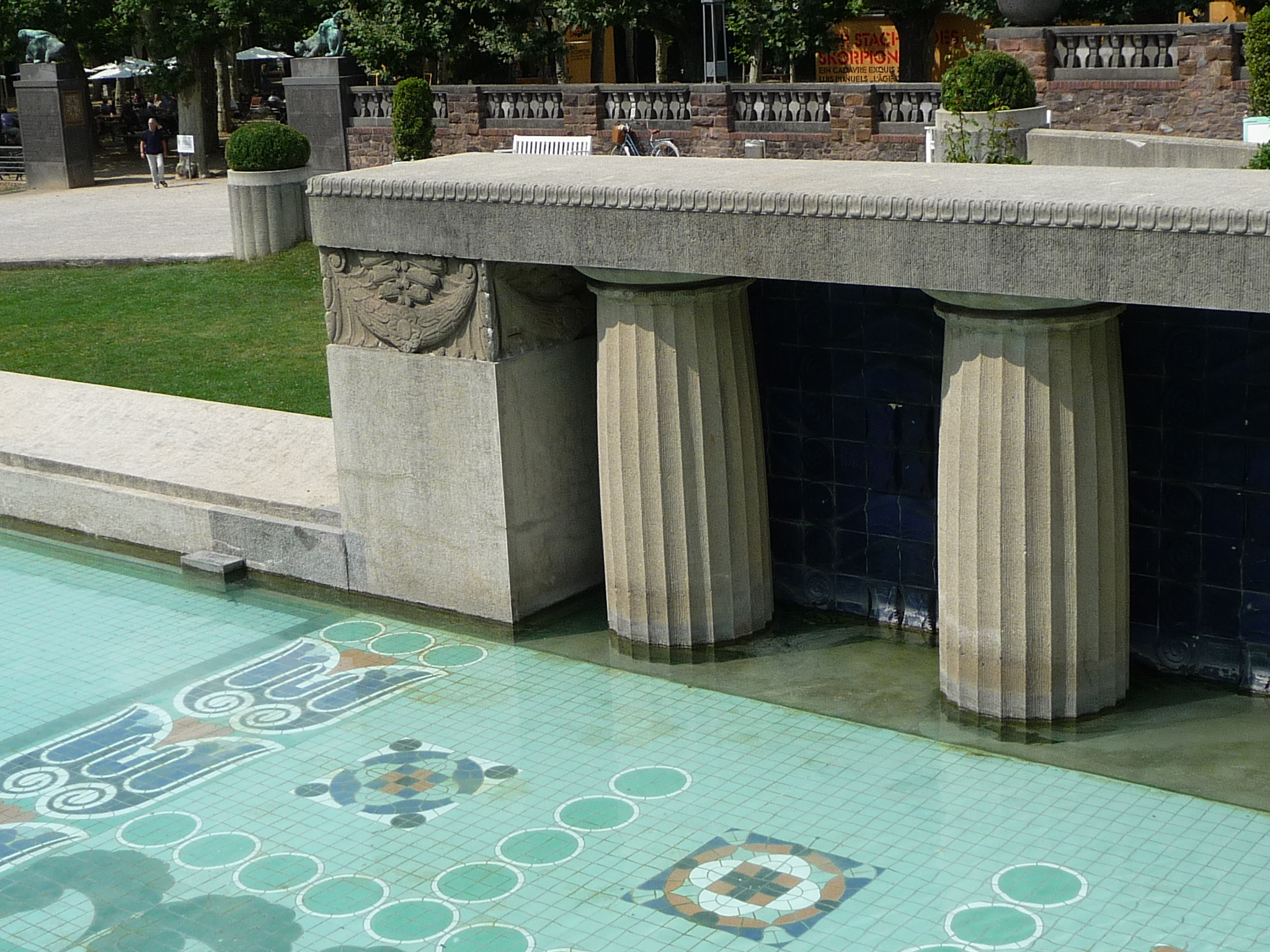
Lilienbecken (2014)
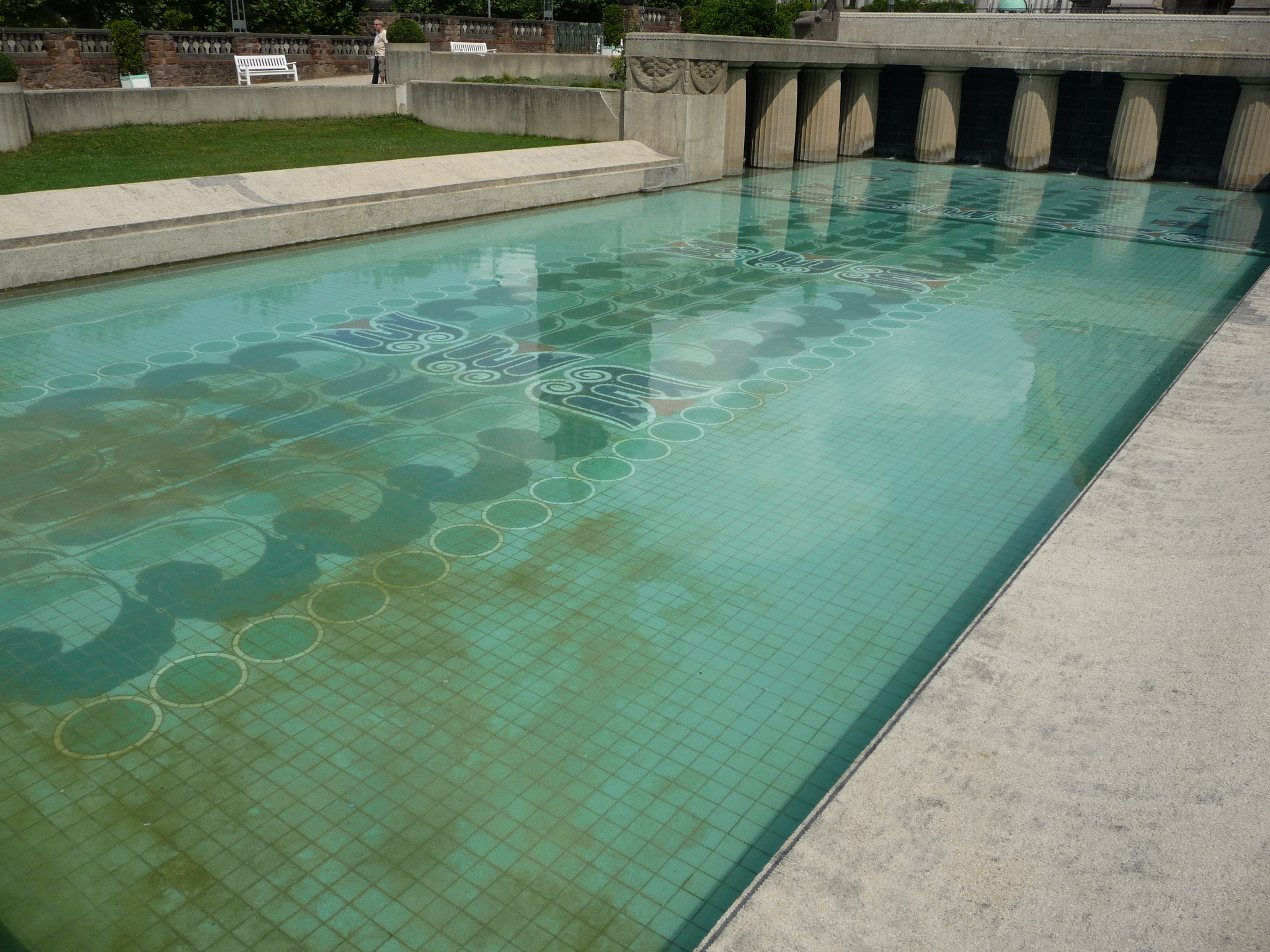
Lilienbecken (2014)
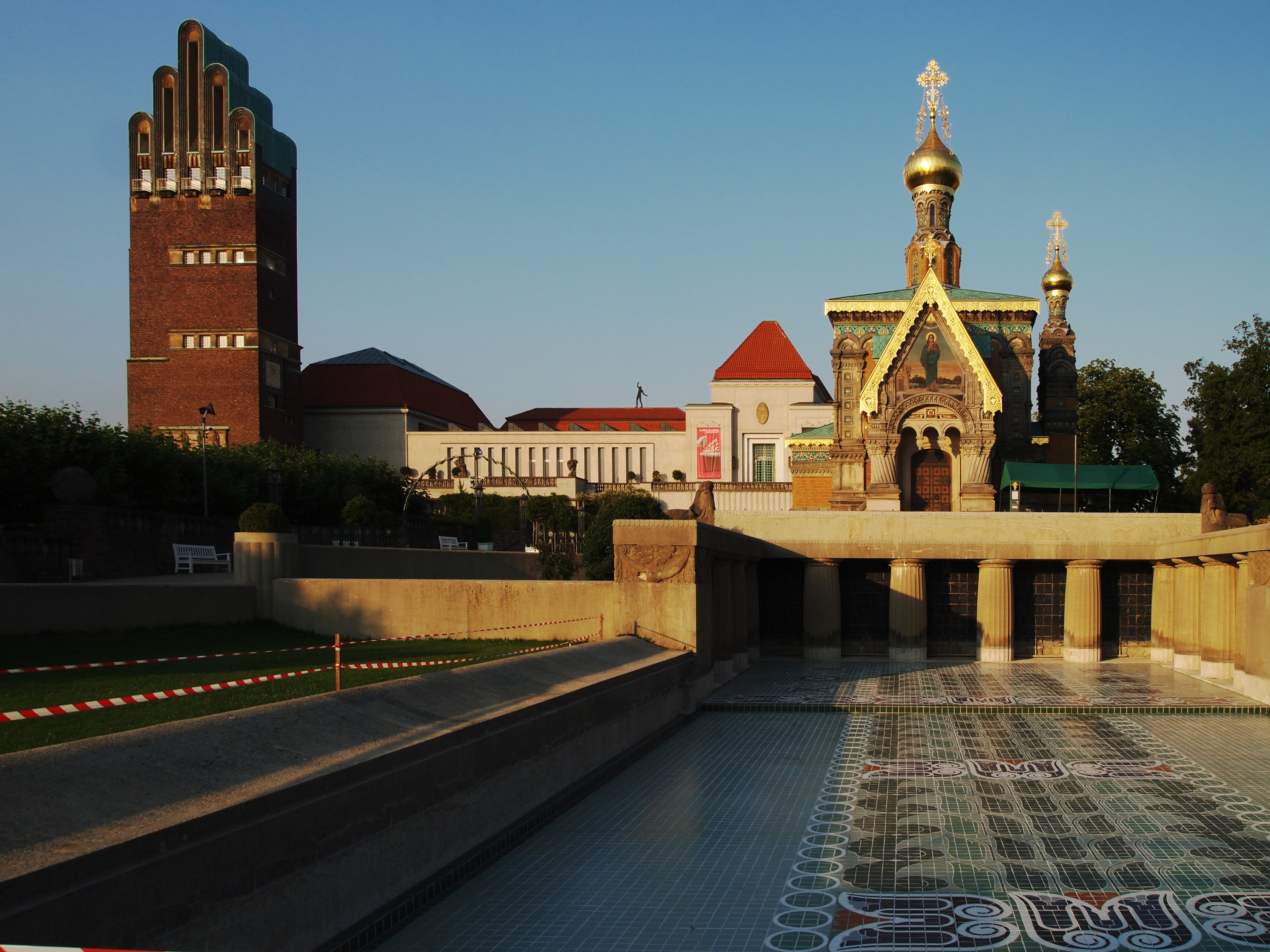
Lilienbecken ohne Wasser (2012)
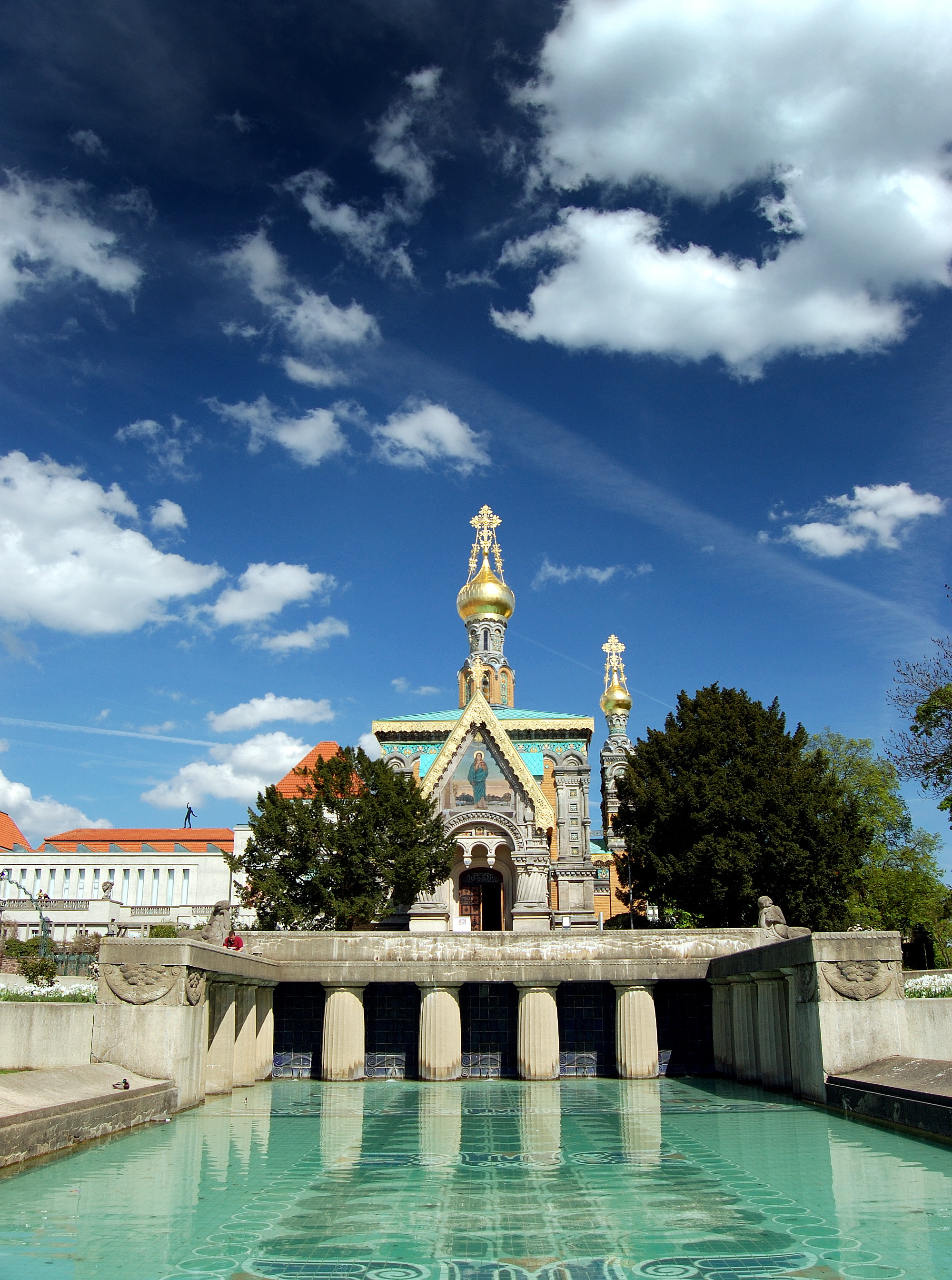
Lilienbecken (2006)
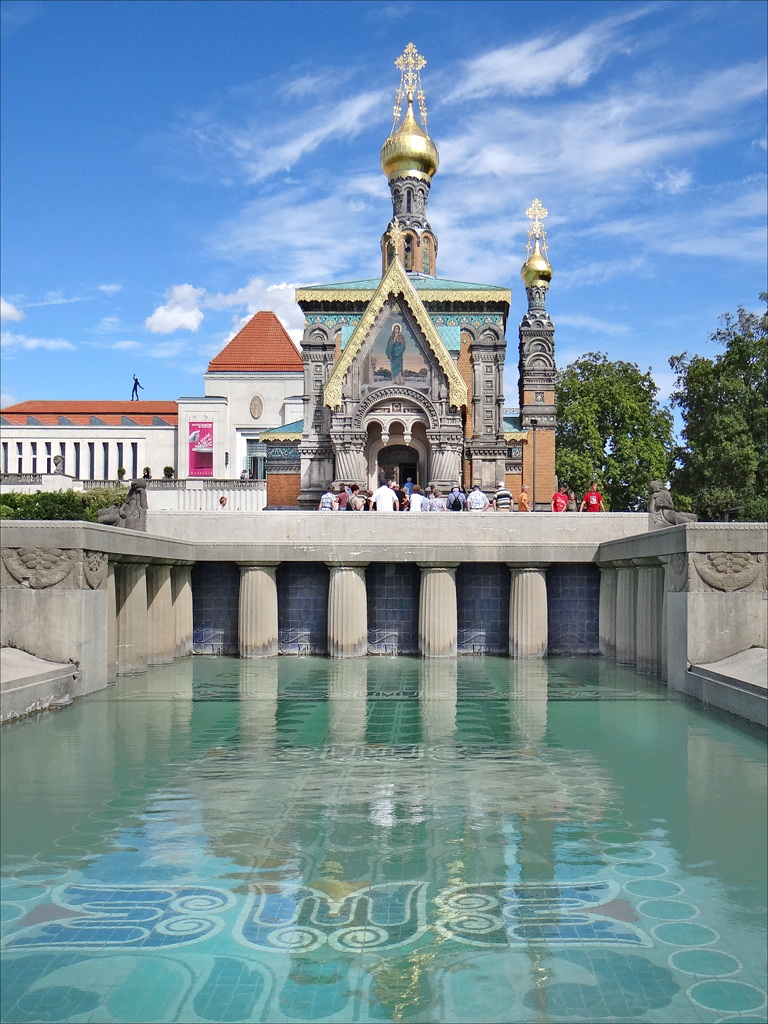
Lilienbecken (2012)
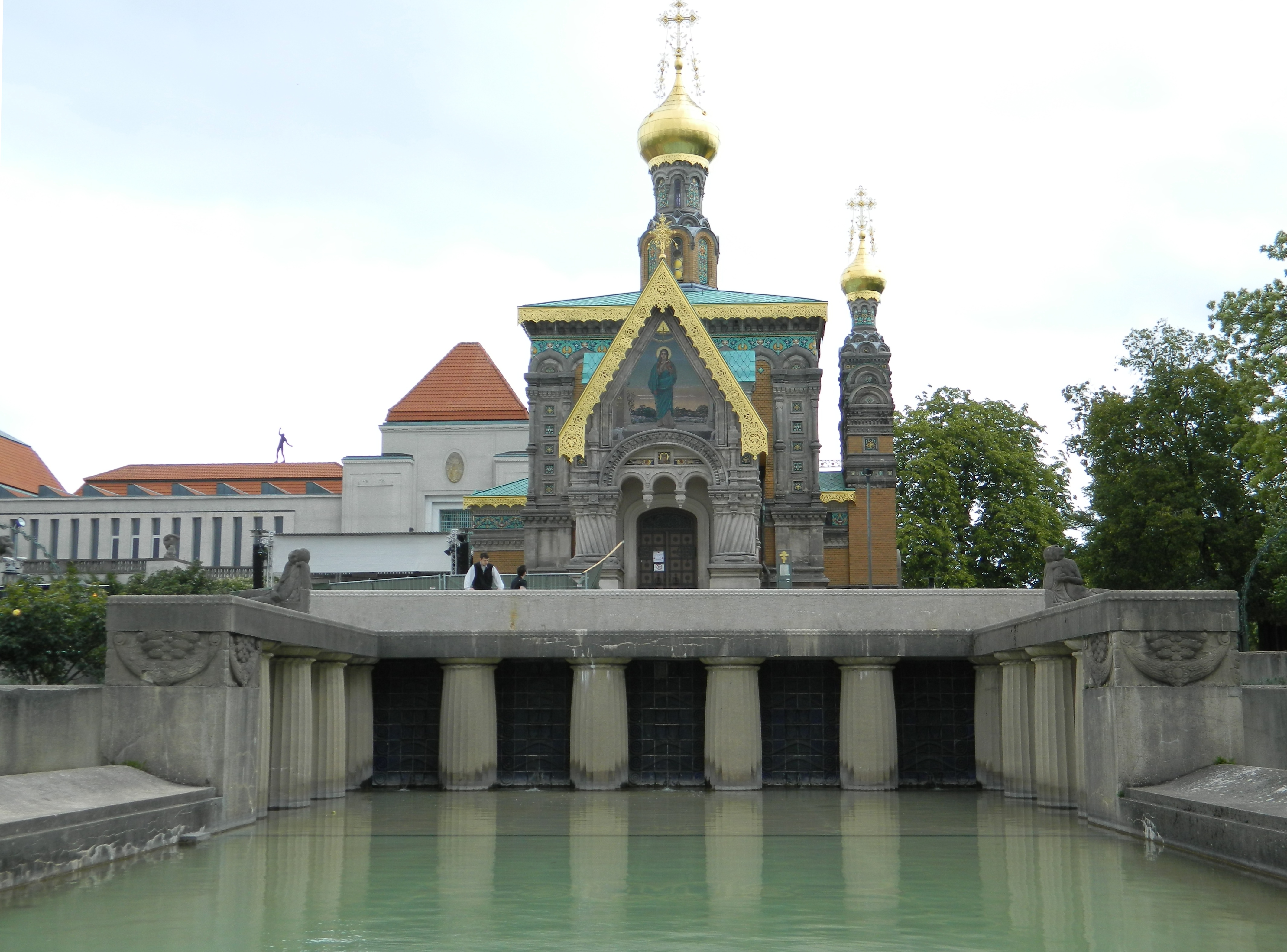
Lilienbecken (2011)